# Fokker F.VIII
Die Fokker F.VIII war ein zweimotoriges, als Hochdecker ausgelegtes Verkehrsflugzeug des niederländischen Herstellers Nederlandsche Vliegtuigenfabrieken aus den 1920er-Jahren. Sie bot Platz für bis zu fünfzehn Fluggäste. Die wenigen gebauten Exemplare kamen überwiegend in den Besitz der Fluggesellschaft KLM.

## Geschichte
1926 benötigte KLM ein Passagierflugzeug mit einer höheren Kapazität als die bislang verwendete Fokker F.VII. Im selben Jahr begann Fokkers Entwicklungsleiter Reinhold Platz mit der Entwicklung der F.VIII.
Ausgangspunkt war der Entwurf der erfolglos gebliebenen, einmotorigen F.V von 1922. Um die Flugsicherheit zu erhöhen, sollte der neue Typ mit drei wassergekühlten Motoren versehen werden. Die Verfügbarkeit neuer luftgekühlter Antriebe ermöglichte die Umplanung zu einem zweimotorigen Flugzeug.
Der Prototyp absolvierte seinen Erstflug am 12. März 1927. Im selben Jahr begann die Auslieferung an KLM. In den folgenden Jahren wurden weitere Flugzeuge für die ungarische Malert gebaut, überwiegend in Lizenz in Ungarn.
Im Juli 1927 entwarf Fokker die F.VIIIw, ein als Bomber verwendbares Wasserflugzeug mit einem Maschinengewehr im Bug. Aufgrund fehlender Nachfrage verzichtete man auf den Bau eines Prototyps.

## Konstruktion
Der Rumpf der F.VIII verfügte über einen Rahmen aus geschweißten Stahlrohren sowie eine Verkleidung aus Sperrholz, Stoff und Duraluminium. Die Tragflächen des freitragenden Hochdeckers bestanden aus mit Stoff bespanntem Holz. Das geschlossene Cockpit besaß anfangs nur ein einziges vorderes Fenster. Später wurden bei einigen Maschinen zusätzliche seitliche Öffnungen eingebaut.
Die Gondeln der beiden Motoren befanden sich unter den Tragflächen. An die Stelle des ursprünglich geplanten Bugmotors trat ein zusätzliches Frachtabteil vor dem Cockpit.
Die meisten Maschinen wurden mit zwei Bristol-Jupiter-Sternmotoren und Zweiblattpropellern ausgeliefert. Die von Malert genutzten Modelle besaßen den fast baugleichen, aber etwas stärkeren Jupiter-Motor von Gnome-Rhône und Vierblattpropeller. Die Flugzeuge der KLM erhielten nachträglich zwei Pratt & Whitney Wasp-D1T1-Triebwerke, die nun an der Vorderkante der Tragflächen angebracht waren.

## Nutzung
Sieben Flugzeuge wurden ab Juni 1927 an KLM ausgeliefert. Ein Exemplar kam 1928 in den Besitz der ungarischen Fluggesellschaft Malert, die später drei weitere Flugzeuge beim ungarischen Hersteller Manfred Weiss bauen ließ. Eines davon wurde 1938 an die ungarischen Streitkräfte abgegeben und zu einem Bomber umgebaut.
1936 verkaufte KLM zwei Flugzeuge an British Airways, eine dritte ging 1937 nach Venezuela, eine vierte 1934 an die schwedische ABA und 1939 als Tp 10 an die schwedischen Luftstreitkräfte. Eine 1937 von KLM an British Airways verkaufte Maschine diente ab 1939 erst der schwedischen Gesellschaft G.A. Flygrender, anschließend den finnischen Luftstreitkräften. Im September 1941 ging es bei einer Bruchlandung verloren. Eine weitere Maschine der KLM befand sich ab 1937 im Besitz der niederländischen Streitkräfte.

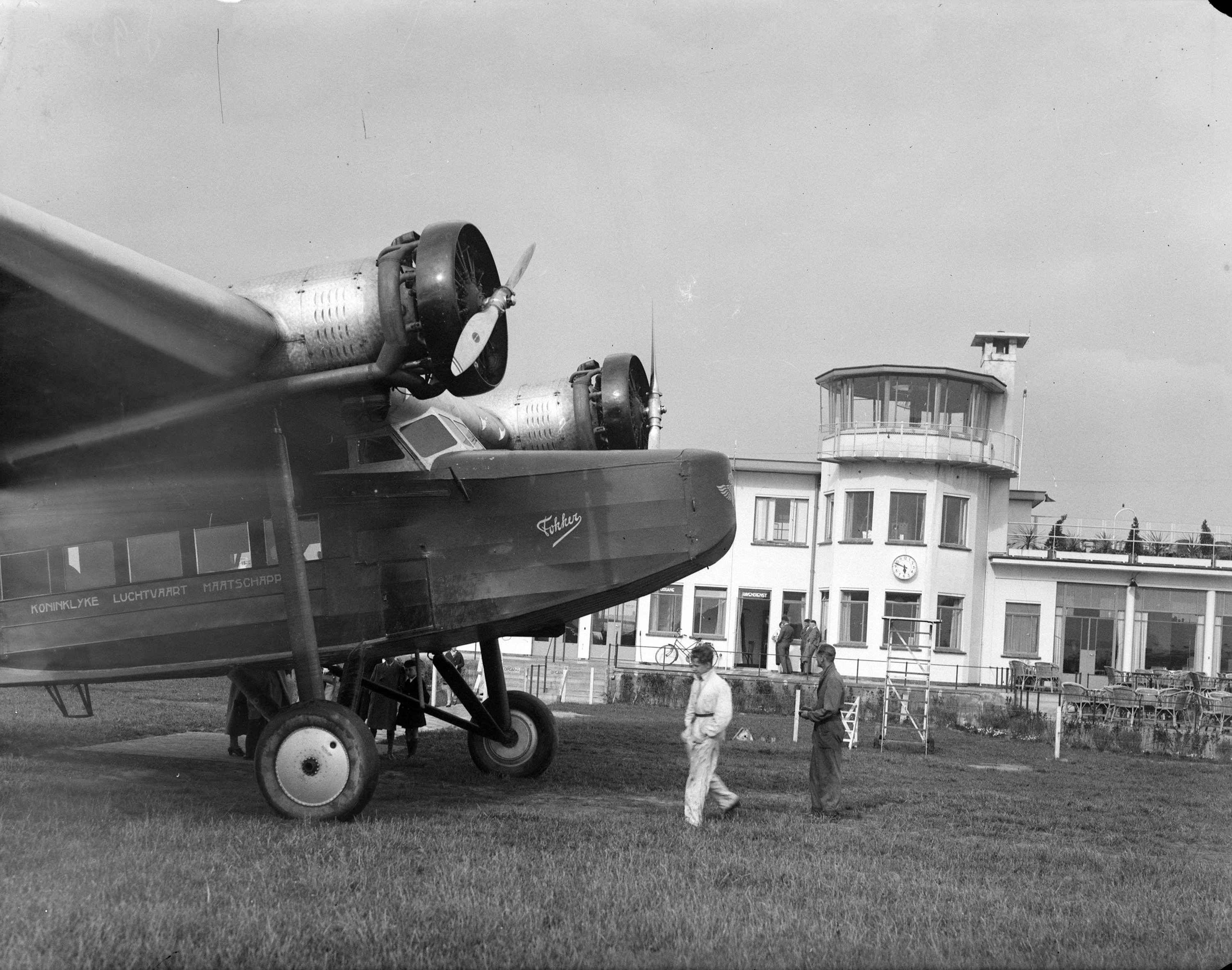
F.VIII der KLM in Eindhoven

### Nutzer

#### Zivile Nutzer
Niederlande
- KLM

 Schweden
- AB Aerotransport
- G.A. Flygrender

 Ungarn
- MALERT

 Vereinigtes Königreich
- British Airways

#### Militärische Nutzer
Finnland
- Finnische Luftstreitkräfte

 Niederlande
- Koninklijke Luchtmacht

 Schweden
- Schwedische Luftstreitkräfte (Tp 10)

## Technische Daten

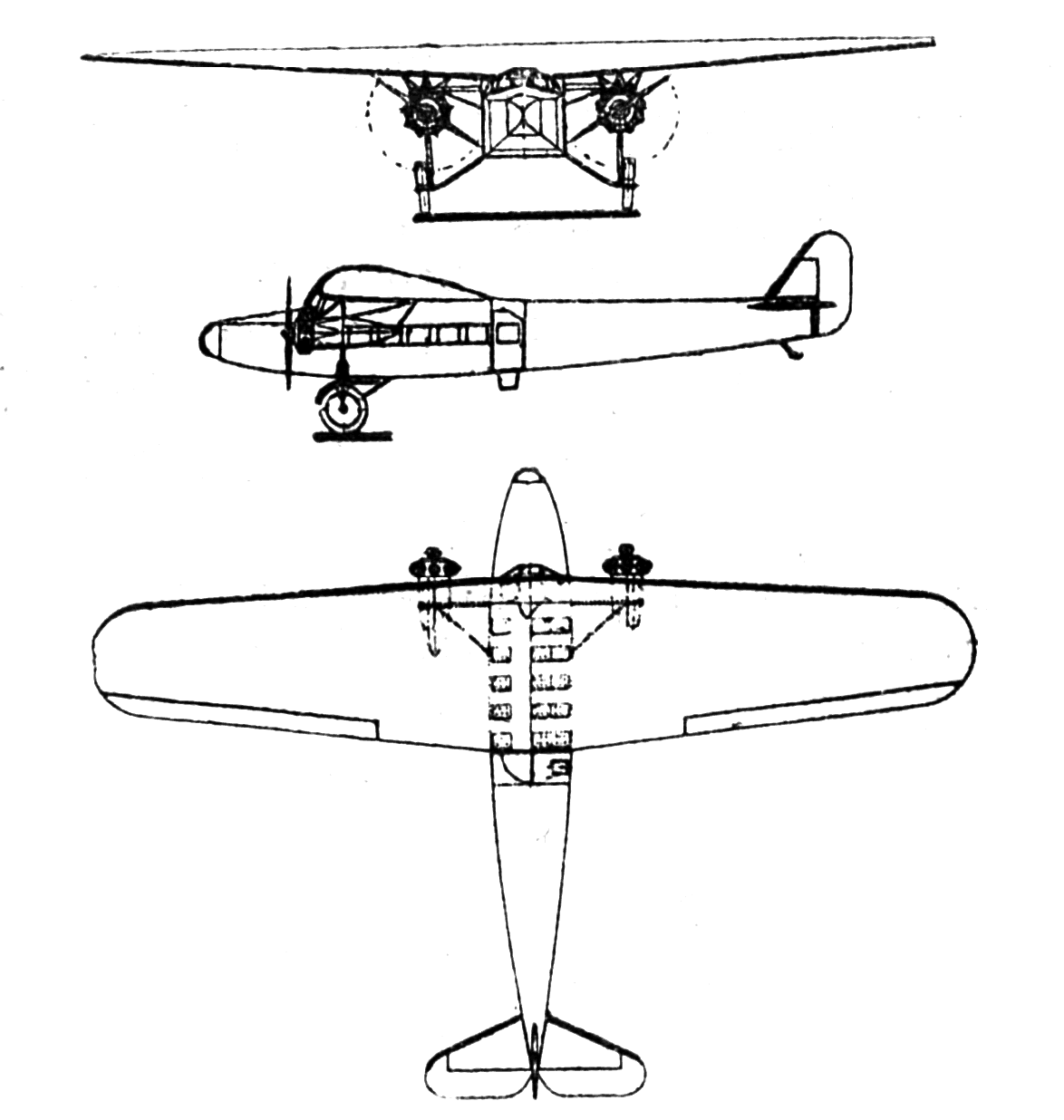
Dreiseitenansicht

| Kenngröße             | Daten                                                                    |
| --------------------- | ------------------------------------------------------------------------ |
| Besatzung             | 2 Piloten, 1 Flugbegleiter                                               |
| Passagiere            | 10–15                                                                    |
| Länge                 | 16,80 m                                                                  |
| Spannweite            | 23 m                                                                     |
| Höhe                  | 4,20 m                                                                   |
| Flügelfläche          | 82 m²                                                                    |
| Flügelstreckung       | 6,5                                                                      |
| Leermasse             | 3350 kg                                                                  |
| Startmasse            | 5800 kg                                                                  |
| Reisegeschwindigkeit  | 180 km/h                                                                 |
| Höchstgeschwindigkeit | 210 km/h                                                                 |
| Dienstgipfelhöhe      | 5500 m                                                                   |
| Reichweite            | 1100 km                                                                  |
| Triebwerke            | zwei luftgekühlte Sternmotoren Bristol Jupiter IV mit je 294 kW (400 PS) |